# Södra Stavsudda naturreservat
Södra Stavsudda naturreservat är ett naturreservat i Värmdö kommun i Stockholms län.
Området är naturskyddat sedan 1970 och är 2,7 hektar stort. Reservatet omfattar strandpartier på östra delen av Tjägö. Reservatet består av tallskog med inslag av lövträd.